# Sagittario (costellazione)
Il Sagittario (in latino Sagittarius, simbolo: ) è una delle 88 costellazioni moderne, ed è anche una delle 48 costellazioni elencate da Tolomeo. È una costellazione dello zodiaco, comunemente raffigurato come un centauro tendente un arco e una freccia: infatti sagittarius significa "colui che tende frecce", da sagitta (freccia in latino); si trova tra lo Scorpione ad ovest e il Capricorno ad est e contiene al suo interno il centro galattico e un gran numero di oggetti galattici.

## Caratteristiche

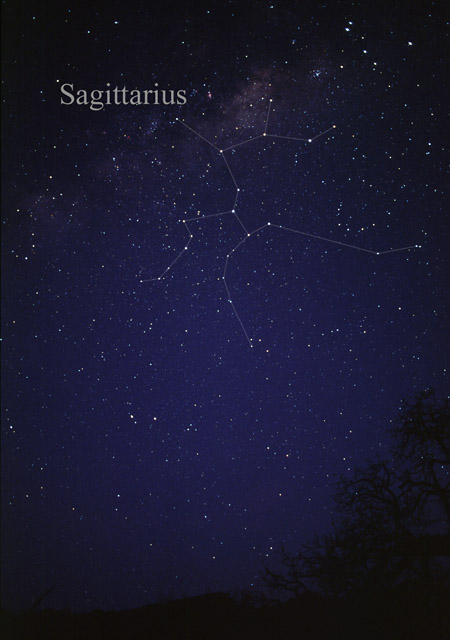
Sagittario

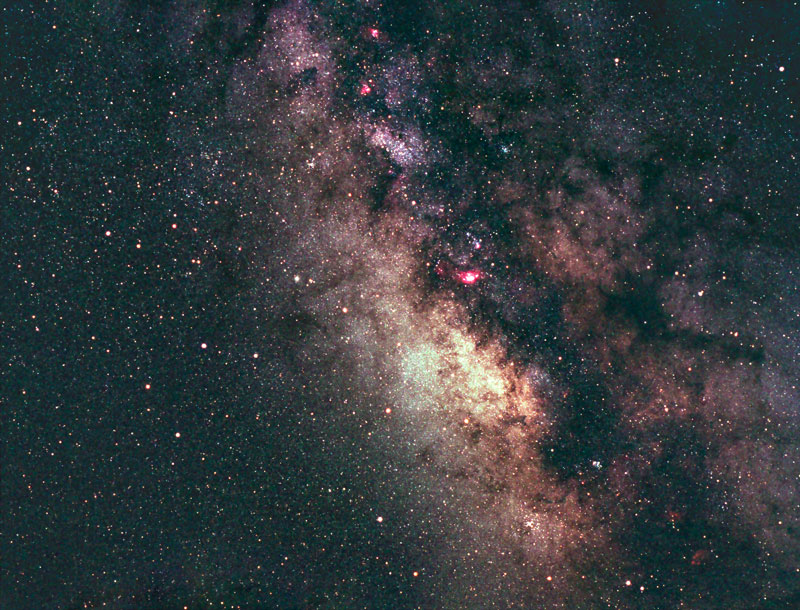
Immagine della costellazione, con il centro galattico in evidenza.

La costellazione è facilmente riconoscibile grazie ad un asterismo noto come la Teiera: le stelle Kaus Media (δ Sagittarii), Kaus Australis (ε Sagittarii), Ascella (ζ Sagittarii) e φ Sagittarii formano il corpo della teiera, Kaus Borealis (λ Sagittarii) è il coperchio, Alnasl (γ Sagittarii) è il beccuccio, e Nunki (σ Sagittarii) e τ Sagittarii sono il manico; la loro luminosità non è mai minore della terza magnitudine, così possono essere osservate con facilità anche dai centri urbani.
La costellazione contiene al suo interno il centro galattico e infatti la scia della Via Lattea è qui particolarmente luminosa; è possibile distinguere due regioni principali: la Grande Nube del Sagittario, che occupa gran parte del settore più occidentale della costellazione sul confine con l'Ofiuco e lo Scorpione, e la Piccola Nube del Sagittario, coincidente con l'oggetto M24. Ad occhio nudo sono osservabili molte stelle di sottofondo di quinta e sesta grandezza; tuttavia, poiché il nostro sistema solare si trova sul bordo interno del braccio di spirale cui appartiene, i ricchi campi stellari osservabili in questa direzione appartengono a bracci più interni e dunque più lontani. Ciò comporta che la densità di stelle visibili ad occhio nudo sia inferiore ad altre aree di cielo, come quella delle costellazioni di Orione e della Nave Argo.
Nell'emisfero boreale il Sagittario è una figura caratteristica delle notti d'estate: appare piuttosto bassa sull'orizzonte meridionale e può essere osservata nel cielo serale senza difficoltà solo nel periodo compreso fra giugno e settembre; nell'emisfero australe è invece una figura caratteristica e dominante nei cieli invernali e si presenta allo zenit anche nelle regioni temperate medie, oltre che in quelle tropicali, a causa della sua estensione a sud dell'eclittica.

### Stelle principali
- ε Sagittarii (Kaus Australis) è una gigante blu di magnitudine 1,79, distante 145 anni luce; rappresenta la parte più bassa dell'arco in mano al Sagittario.
- σ Sagittarii (Nunki) è anch'essa una gigante blu, di magnitudine 2,05 e distante 224 anni luce.
- ζ Sagittarii (Axilla) è una subgigante bianca di magnitudine 2,60, distante 89 anni luce.
- δ Sagittarii (Kaus Media) è una gigante arancione di magnitudine 2,72, distante 306 anni luce; rappresenta la parte centrale dell'arco in mano al Sagittario.
- λ Sagittarii (Kaus Borealis) è una gigante arancione di magnitudine 2,82, distante 77 anni luce; rappresenta la parte superiore dell'arco in mano al Sagittario.
- π Sagittarii (Albaldah) è una gigante gialla di magnitudine 2,88, distante 440 anni luce.
- γ Sagittarii (Al Nasl) è una gigante arancione di magnitudine 2,98, distante 96 anni luce; è fra le stelle più brillanti quella più vicina al centro galattico e rappresenta la punta della freccia.

La α Sagittarii, Rukbat, è ben lontana dall'essere la più brillante della costellazione, avendo una magnitudine apparente appena pari a 3,96; anche la β1 Sagittarii ha una magnitudine pari a 3,96.

### Stelle doppie
La costellazione contiene alcune stelle doppie relativamente facili da risolvere anche con piccoli strumenti.
- Fra le coppie non legate fisicamente la più facile è la coppia β1-2 Sagittarii: si tratta di due stelle di quarta magnitudine separate da diversi primi d'arco, al punto che sono ben distinguibili anche ad occhio nudo; la coppia offre un bel contrasto di colori, essendo arancione la β1  e azzurrognola la β2 . Un binocolo consente di apprezzare al meglio la coppia.
- β1 Sagittarii è anche una delle coppie fisiche più semplici: la primaria ha magnitudine 4,01 e presenta una compagna di settima magnitudine a 28" di distanza; entrambe le componenti appaiono biancastre.
- 54 Sagittarii è meno luminosa della precedente ma più facile, dato che fra le due componenti vi è una separazione di 45"; i loro colori, arancione la primaria e azzurra la secondaria, offrono un contrasto ben apparezzabile con piccoli strumenti.
- HD 193281 è composta da due stelle di sesta e settima grandezza, con una separazione di 27"; entrambe le componenti sono biancastre.

| Principali stelle doppie |                                          |                                          |             |             |                                 |           |
| Nome                     | Coordinate equatoriali all'epoca J2000.0 | Coordinate equatoriali all'epoca J2000.0 | Magnitudine | Magnitudine | Separazione (in secondi d'arco) | Colore    |
| Nome                     | AR                                       | Dec                                      | A           | B           | Separazione (in secondi d'arco) | Colore    |
| HD 163755                | 17h 59m 06s                              | -30° 15′ 13″                             | 5,36        | 6,95        | 5,5                             | r + ar    |
| HD 168021                | 18h 18m 43s                              | -18° 37′ 11″                             | 6,81        | 8,1         | 17,8                            | azz + azz |
| HD 179117                | 19h 12m 44s                              | -33° 50′ 46″                             | 7,3         | 7,9         | 23,6                            | b + azz   |
| β1 Sagittarii            | 19h 22m 38s                              | -44° 27′ 32″                             | 4,01        | 7,4         | 28,3                            | b + b     |
| 54 Sagittarii            | 19h 40m 43s                              | -16° 17′ 35″                             | 5,5         | 8,9         | 45,5                            | ar + azz  |
| HD 193281                | 20h 20m 28s                              | -29° 11′ 50″                             | 6,93        | 7,71        | 27,2                            | b + b     |

### Stelle variabili
Nel Sagittario sono conosciute diverse migliaia di stelle variabili; molte di queste tuttavia sono fuori dalla portata di strumenti amatoriali, sia perché molto poco luminose, sia a causa delle loro escursioni in luminosità, talvolta molto ridotte. Le variabili classificate sono poi in gran parte delle novae.
Fra le Cefeidi spicca la W Sagittarii, che in 7,6 giorni circa scende di quasi una magnitudine, passando dalla quarta alla quinta; similmente avviene in X Sagittarii, sebbene l'escursione sia leggermente più ridotta. La Y Sagittarii quando raggiunge il minimo diventa al limite della visibilità ad occhio nudo, mentre quando è al massimo è di quinta grandezza.
Fra le variabili a eclisse l'unica di una certa facilità è la RS Sagittarii, che in 2,4 giorni oscilla fra la sesta e la settima magnitudine.
Fra le molte irregolari, la più brillante è V4024 Sagittarii, che varia di pochi decimi di magnitudine.
| Principali stelle variabili |                                          |                                          |             |             |                  |            |
| Nome                        | Coordinate equatoriali all'epoca J2000.0 | Coordinate equatoriali all'epoca J2000.0 | Magnitudine | Magnitudine | Periodo (giorni) | Tipo       |
| Nome                        | AR                                       | Dec                                      | Max.        | Min.        | Periodo (giorni) | Tipo       |
| W Sagittarii                | 18h 05m 01s                              | -29° 34′ 48″                             | 4,29        | 5,14        | 7,5950           | Cefeide    |
| X Sagittarii                | 17h 47m 34s                              | -27° 49′ 51″                             | 4,20        | 4,90        | 7,0128           | Cefeide    |
| Y Sagittarii                | 18h 21m 23s                              | -18° 51′ 36″                             | 5,25        | 6,24        | 5,7734           | Cefeide    |
| RS Sagittarii               | 18h 17m 36s                              | -34° 06′ 26″                             | 6,00        | 6,90        | 2,4157           | Eclisse    |
| RY Sagittarii               | 19h 16m 33s                              | -33° 31′ 20″                             | 6,50        | 14          | -                | R CrB      |
| V3872 Sagittarii            | 20h 32m 09s                              | -27° 42′ 35″                             | 4,45        | 4,64        | -                | Irregolare |
| V4024 Sagittarii            | 19h 08m 17s                              | -19° 17′ 25″                             | 5,34        | 5,60        | -                | Irregolare |

## Oggetti del profondo cielo

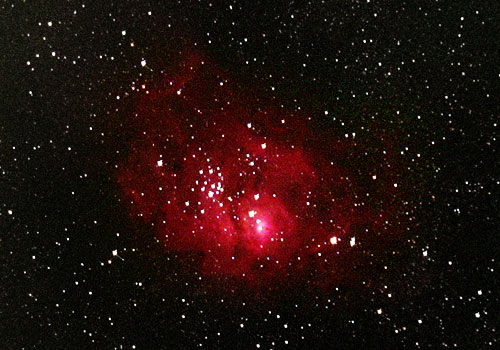
La Nebulosa Laguna, una delle nebulose più brillanti del cielo.

Come già detto, il centro galattico (e quindi il punto più denso della Via Lattea) si trova entro i confini della costellazione del Sagittario; di conseguenza, la costellazione presenta numerosi ammassi stellari, siano questi aperti o globulari, più diverse nebulose. Molti di questi oggetti si trovano a cavallo fra il Braccio di Orione e quello del Sagittario, come gli ammassi aperti, mentre le grandi nebulose sono immerse in quest'ultimo braccio. La gran parte degli oggetti più famosi è visibile con facilità anche con un binocolo.
L'oggetto che più di tutti salta alla vista è una piccola nube allungata, 2 gradi a nord di μ Sagittarii, nota come M24, la Piccola Nube Stellare del Sagittario: si tratta della regione di cielo in cui è visibile la maggior densità di stelle con un binocolo. Ad est e ad ovest di questa nube sono visibili, in posizione quasi simmetrica, i due ammassi aperti M25 e M23, entrambi visibili con gran facilità con piccoli strumenti dato che le loro stelle più luminose sono di settima e ottava magnitudine. Un grado a nord è invece visibile M18, il quale è meno luminoso dei precedenti. Fra gli ammassi non catalogati da Messier spiccano NGC 6645, piuttosto ricco, e NGC 6520, la cui caratteristica più evidente è la presenza della vicina nebulosa oscura B86.

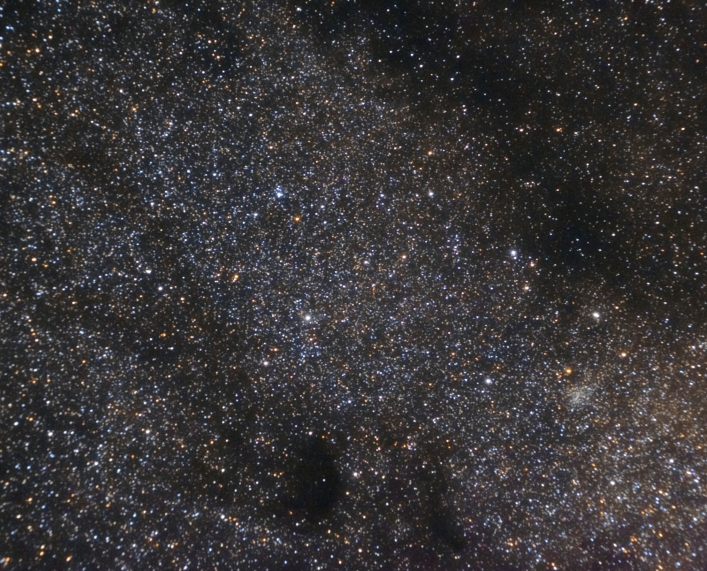
M24, un ricco campo stellare visibile nel nord della costellazione.

Tra gli ammassi globulari, spicca su tutti il grande M22, uno dei più vicini e luminosi della volta celeste; si trova 2 gradi a nord-est della stella λ Sagittarii, ed è individuabile con facilità anche con un binocolo. Molto più vicino a quest'ultima stella si trova pure M28, meno appariscente. Nel sud della costellazione, nei pressi di ζ Sagittarii, è visibile M54, meno luminoso degli altri, come pure M70 (fra ζ  e ε Sagittarii) e M69 (2 gradi a nord-est di quest'ultima stella); tutti questi sono osservabili con più facilità con un piccolo telescopio, sebbene siano anche alla portata di un binocolo. Verso oriente, fuori dai ricchi campi stellari della Via Lattea, si trova M55, circa 7,5° ad ovest di δ Sagittarii; oltre ancora, vicino al confine con il Capricorno, si trova M75. Fra gli altri ammassi globulari non catalogati da Messier vi sono NGC 6544, facile da individuare perché situato a soli 50' a sudest della Nebulosa Laguna, e NGC 6624, situato 50' a sudest della stella Kaus Media.
Tra le nebulose, spicca la vasta Nebulosa Laguna (M8), visibile vicino a λ Sagittarii: si tratta di un'estesa regione H II in cui ha luogo la formazione stellare; un grado più a nord appare ben visibile pure la Nebulosa Trifida (M20), una grande nebulosa contenente alcune stelle molto calde e giovani, le cui dimensioni appaiono ridotte poiché si trova in una zona più remota rispetto agli altri oggetti. Infine, va citata la Nebulosa Omega (M17), vicina al confine con lo Scudo, che appare connessa al complesso nebulosa cui appartiene anche la Nebulosa Aquila (M16, visibile nel Serpente).
La complessa radiosorgente Sagittarius A è associata con il centro galattico. Gli astronomi pensano che Sagittarius A possa contenere un buco nero supermassiccio.
| Principali oggetti non stellari |                                          |                                          |                     |             |                                        |                              |
| Nome                            | Coordinate equatoriali all'epoca J2000.0 | Coordinate equatoriali all'epoca J2000.0 | Tipo                | Magnitudine | Dimensioni apparenti (in primi d'arco) | Nome proprio                 |
| Nome                            | AR                                       | Dec                                      | Tipo                | Magnitudine | Dimensioni apparenti (in primi d'arco) | Nome proprio                 |
| M23                             | 17h 56m :                                | -19° 01′ :                               | Ammasso aperto      | 6,9         | 27                                     |                              |
| M20                             | 18h 02m :                                | -23° 02′ :                               | Nebulosa diffusa    | 6,3         | 20                                     | Nebulosa Trifida             |
| NGC 6520                        | 18h 03m :                                | -27° 53′ :                               | Ammasso aperto      | 7,6         | 6                                      |                              |
| NGC 6522                        | 18h 03m :                                | -30° 02′ :                               | Ammasso globulare   | 8,3         | 1,3                                    |                              |
| M8                              | 18h 04m :                                | -24° 03′ :                               | Nebulosa diffusa    | 6,0         | 90 x 40                                | Nebulosa Laguna              |
| M21                             | 18h 05m :                                | -22° 30′ :                               | Ammasso aperto      | 6,5         | 13                                     |                              |
| NGC 6544                        | 18h 07m :                                | -25° 00′ :                               | Ammasso globulare   | 7,5         | 9                                      |                              |
| M24                             | 18h 16m :                                | -18° 29′ :                               | Nube stellare       | 3:          | 60                                     | Nube stellare del Sagittario |
| M18                             | 18h 20m :                                | -17° 08′ :                               | Ammasso aperto      | 7,5         | 9,0                                    |                              |
| M17                             | 18h 20m :                                | -16° 11′ :                               | Nebulosa diffusa    | 6,0         | 11                                     | Nebulosa Omega               |
| NGC 6624                        | 18h 23m :                                | -30° 22′ :                               | Ammasso globulare   | 7,6         | 9                                      |                              |
| M28                             | 18h 25m :                                | -24° 52′ :                               | Ammasso globulare   | 6,8         | 15                                     |                              |
| M69                             | 18h 31m :                                | -32° 21′ :                               | Ammasso globulare   | 7,6         | 7,1                                    |                              |
| M25                             | 18h 32m :                                | -19° 15′ :                               | Ammasso aperto      | 4,6         | 32                                     |                              |
| NGC 6645                        | 18h 33m :                                | -16° 53′ :                               | Ammasso aperto      | 8,5         | 15                                     |                              |
| M22                             | 18h 36m :                                | -23° 54′ :                               | Ammasso globulare   | 5,1         | 32                                     |                              |
| M70                             | 18h 43m :                                | -32° 18′ :                               | Ammasso globulare   | 7,9         | 7,8                                    |                              |
| M54                             | 18h 55m :                                | -30° 29′ :                               | Ammasso globulare   | 7,6         | 9,1                                    |                              |
| NGC 6723                        | 19h 00m :                                | -36° 38′ :                               | Ammasso globulare   | 7,2         | 7,3                                    |                              |
| M55                             | 19h 40m :                                | -30° 58′ :                               | Ammasso globulare   | 6,3         | 19                                     |                              |
| NGC 6818                        | 19h 44m :                                | -14° 09′ :                               | Nebulosa planetaria | 9,9         | 17                                     |                              |
| NGC 6822                        | 19h 45m :                                | -14° 47′ :                               | Galassia            | 9,3         | 15,5 x 13,5                            | Galassia di Barnard          |
| M75                             | 20h 06m :                                | -21° 55′ :                               | Ammasso globulare   | 8,2         | 4,1                                    |                              |

## Sistemi planetari
La costellazione contiene diversi sistemi planetari, moltissimi dei quali sono stati scoperti all'interno del bulge galattico, dunque a distanze remotissime. Fra i sistemi più prossimi al Sole vi è quello di HD 169830, che possiede due pianeti giganti gassosi situati a 0,8 e 3,3 UA dalla loro stella madre. HD 179949 possiede invece un pianeta con una massa simile a quella di Giove, ma estremamente vicino ad essa, al punto che compie un'intera rivoluzione in meno di un giorno terrestre. L'indagine SWEEPS, effettuata nel 2006 mediante il telescopio spaziale Hubble, ha consentito di scoprire 16 candidati sistemi planetari. I pianeti scoperti confermati hanno ottenuto la denominazione SWEEPS-nn.
| Sistemi planetari                 |                                          |                                          |             |                |                              |
| Nome del sistema                  | Coordinate equatoriali all'epoca J2000.0 | Coordinate equatoriali all'epoca J2000.0 | Magnitudine | Tipo di stella | Numero di pianeti confermati |
| Nome del sistema                  | AR                                       | Dec                                      | Magnitudine | Tipo di stella | Numero di pianeti confermati |
| OGLE-TR-10                        | 17h 51m 28s                              | -29° 52′ 35″                             | 14,93       | Nana gialla    | 1 (b)                        |
| OGLE-2006-BLG-109L                | 17h 52m 35s                              | -30° 05′ 16″                             | 19,6        | ?              | 2 (b - c)                    |
| OGLE-TR-56                        | 17h 56m 35s                              | -29° 32′ 21″                             | 16,56       | Nana gialla    | 1 (b)                        |
| SWEEPS J175853.92−291120.6        | 17h 58m 54s                              | -29° 11′ 21″                             | 18,80       | ?              | 1 (SWEEPS-04)                |
| SWEEPS J175902.00-291323.7        | 17h 59m 02s                              | -29° 13′ 24″                             | 26,23       | ?              | 1 (SWEEPS-10)                |
| SWEEPS J175902.67−291153.5        | 17h 59m 03s                              | -29° 11′ 54″                             | 19,83       | ?              | 1 (SWEEPS-11)                |
| HD 164604                         | 18h 03m 07s                              | -28° 33′ 38″                             | 10,04       | Nana arancione | 1 (b)                        |
| OGLE-2003-BLG-235/MOA-2003-BLG-53 | 18h 05m 16s                              | -28° 53′ 42″                             | 19,7        | Nana arancione | 1 (b)                        |
| OGLE-2005-BLG-169L                | 18h 06m 05s                              | -30° 43′ 57″                             | 19,4        | Nana rossa     | 1 (b)                        |
| MOA-2007-BLG-192L                 | 18h 08m 04s                              | -27° 09′ 00″                             | ?           | Nana rossa     | 1 (b)                        |
| MOA-2007-BLG-400L                 | 18h 09m 42s                              | -29° 13′ 27″                             | ?           | Nana rossa     | 1 (b)                        |
| HD 169830                         | 18h 27m 50s                              | -29° 49′ 00″                             | 5,90        | Nana gialla    | 1 (b - c)                    |
| HD 171238                         | 18h 34m 44s                              | -28° 04′ 20″                             | 8,66        | Nana arancione | 1 (b)                        |
| HD 179949                         | 19h 15m 33s                              | -24° 10′ 45″                             | 6,25        | Nana gialla    | 1 (b)                        |
| HD 181720                         | 19h 22m 53s                              | -32° 55′ 08″                             | 7,86        | Nana gialla    | 1 (b)                        |
| HD 187085                         | 19h 49m 34s                              | -37° 46′ 50″                             | 7,22        | Nana gialla    | 1 (b)                        |
| HD 190647                         | 20h 07m 20s                              | -35° 32′ 19″                             | 7,78        | Nana gialla    | 1 (b)                        |

## Mitologia

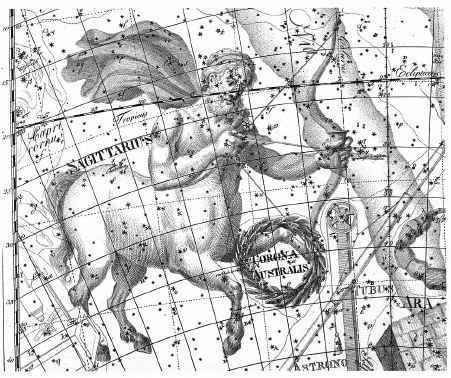
Il Sagittario, l'arciere simile al centauro, che tende l'arco in Uranographia di Johann Bode.

In cielo il Sagittario è raffigurato come un arciere, con la parte inferiore del corpo, incluse le quattro zampe, di cavallo e la parte superiore di uomo. Indossa un mantello e tende un arco puntato nella direzione del confinante Scorpione. Arato di Soli parlò dell'Arco e dell'Arciere come di costellazioni diverse. Qualche volta il Sagittario è scambiato per Chirone. Ma Chirone è l'altro centauro celeste, quello della costellazione del Centauro.
Il Sagittario è una costellazione di origine sumera, successivamente adottata dai Greci, e questo aiuta a spiegare la confusione che circonda la sua identità. Eratostene dubitò che si trattasse di un centauro, e una delle ragioni portate a sostegno del suo dubbio era il fatto che i centauri non usavano archi. Invece Eratostene descrisse il Sagittario come una creatura a due gambe con la coda di satiro. Per lui quella figura era Crotus, figlio di Eufeme, la nutrice delle Muse, che erano nove figlie di Zeus. Secondo il mitografo latino Igino, il padre di Crotus era Pan, il che conferma l'opinione di Eratostene che dovesse essere raffigurato come satiro piuttosto che come centauro.
Crotus, che inventò l'arte del tiro con l'arco, spesso andava a caccia a cavallo. Abitava sul monte Elicone fra le Muse, che apprezzavano la sua compagnia. Cantavano per lui e lui le applaudiva chiassosamente. Le Muse chiesero a Zeus di metterlo in cielo, dove lo vediamo nell'atto di dare una dimostrazione della sua abilità di arciere. Davanti alle sue zampe anteriori c'è un cerchietto di stelle che secondo Igino era una ghirlanda gettata via da qualcuno che stava giocando. Questo cerchietto di stelle è la costellazione della Corona Australe.
Alfa del Sagittario viene chiamata sia Rukbat che Alrami, entrambi nomi che vengono dall'arabo rukbat al-rami, «ginocchio dell'arciere». Beta del Sagittario è Arkab, in arabo «il tendine di Achille dell'arciere». Gamma del Sagittario è Alnasl, «la punta» in arabo, e si riferisce alla freccia dell'arciere.

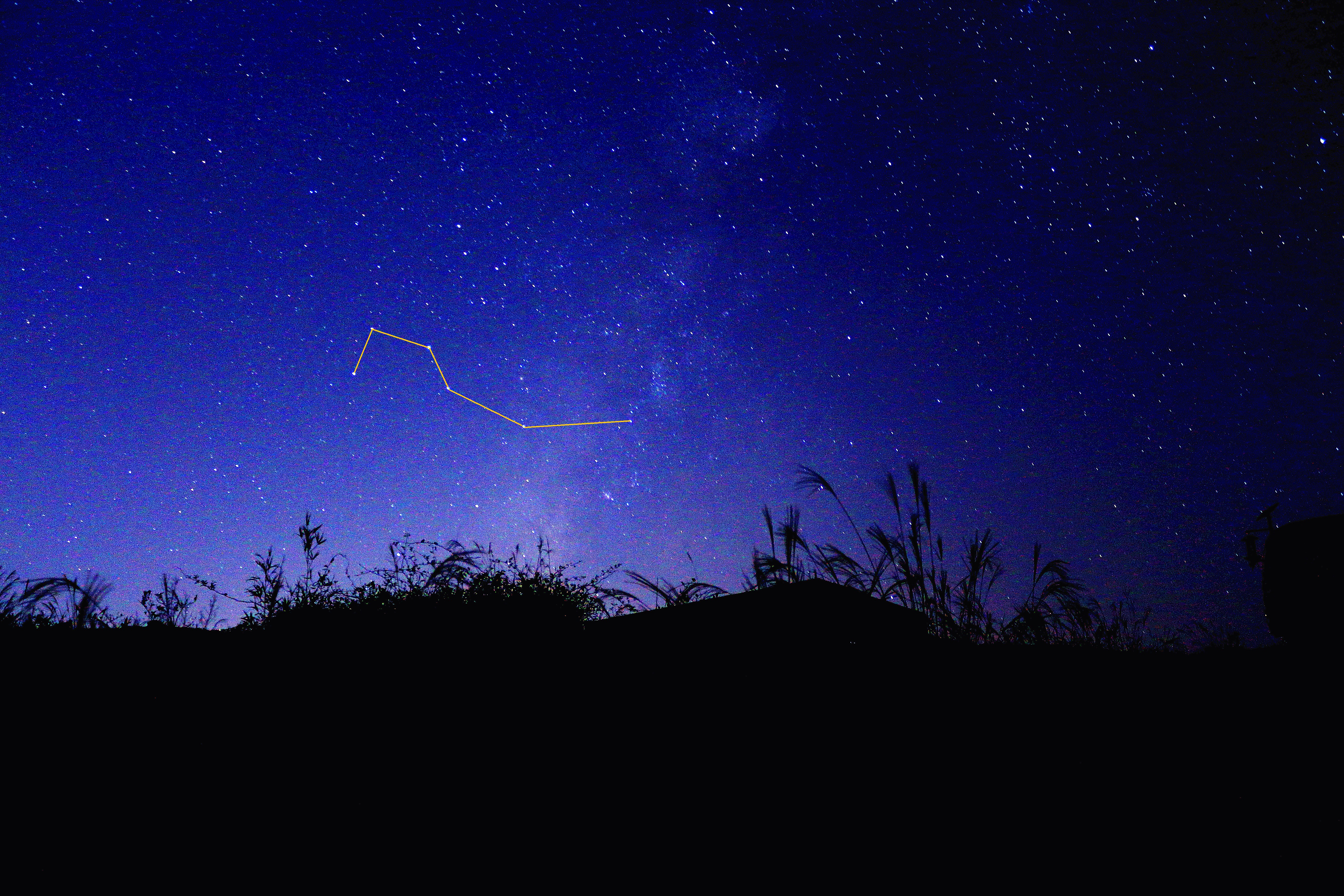
Il «Mestolo del Sud», asterismo che ricorda nell'aspetto il Grande Carro dell'Orsa Maggiore.

Delta, Epsilon e Lambda Sagittarii sono rispettivamente chiamate Kaus Media, Kaus Australis e Kaus Borealis. La parola Kaus viene dall'arabo al-qaus, «l'arco» e i suffissi sono parole latine che significano le parti mediana, meridionale e settentrionale. La stella Zeta è Ascella, il latino di «ascella». Tutti questi nomi sono conformi alle descrizioni delle posizioni delle stelle date da Tolomeo nel suo Almagesto.
Ultima, ma non da meno, è Sigma Sagittarii, chiamata Nunki. Questo nome le è stato attribuito abbastanza di recente dai naviganti, ma è stato preso da un elenco di nomi babilonesi di stelle. NUN-KI fu chiamato dai Babilonesi un gruppo di stelle che rappresentava la città sacra di Eridu sull'Eufrate. Quel nome è stato poi attribuito solo alla stella Sigma, e si dice che sia il più vecchio nome di stella attualmente in uso.
Le sei stelle Zeta, Tau, Sigma, Phi, Lambda e Mu Sagittarii formano un particolare asterismo, noto come «Mestolo del Sud» (南斗, Nanto), in oriente tradizionalmente considerato in opposizione al «Mestolo del Nord» (北斗, Hokuto), ovvero il Grande Carro dell'Orsa Maggiore.
Il Sagittario contiene una parte sostanziosa della Via Lattea, trovandosi pressappoco nel mezzo della nostra Galassia. Si ritiene che il centro esatto della galassia sia segnato da una fonte radioemittente che gli astronomi chiamano Sagittarius A. Ci sono molti oggetti notevoli nel Sagittario, compresa la Nebulosa Laguna e la Nebulosa Trifida, due nuvole di gas illuminate dalle stelle in esse contenute.

## Astrologia
A causa del fenomeno della precessione degli equinozi, non esiste più alcuna corrispondenza sulla volta celeste fra la costellazione astronomica del Sagittario ed il relativo segno zodiacale, sebbene, secondo gli astrologi, le caratteristiche ascritte in astrologia al segno zodiacale corrispondente sarebbero in realtà relative al simbolismo della figura che le stelle nella volta celeste ritraggono, e non come erroneamente si pensa alla loro intrinseca posizione.